# Institut für die Wissenschaften vom Menschen
Az Institut für die Wissenschaften vom Menschen (Humántudományi Intézet, IWM) egy magas tudományokkal foglalkozó bécsi székhelyű, független intézmény, melynek érdeklődési körében elsősorban a humán- és a társadalomtudományok férnek meg.

## Története és központi elképzelések
Az IWM-t 1982-ben Krzysztof Michalski hozta létre, aki mind a mai napig az intézmény rektora. Legfőbb feladatának a gyakran kritizált témakörök megvitatását tartja, melynek gyakran saját területén ad terepet. A politikai, társadalmi, gazdasági területek széles tárházával foglalkoznak. Az IWM megalakulása óta támogatja a nemzetközi cserekapcsolatokat, és szeretné elérni a tudományágak szakemberei közötti minél szorosabb együttműködést. A cél az, hogy több kultúrából, területről származó embert hozzanak össze. Fő célterületük Nyugat- és Kelet-Európa. Kutatókat Észak-Amerikából, Délkelet-Európából és a szovjet utódállamokból is szívesen fogadnak. Az Intézet oktatója volt több éven át Józef Tischner (1931-2000) lengyel teológus és filozófus.

## Felépítése és programjai
Az IWM társasága állandó tagokból, levelező tagokból és junior levelező tagokból áll.
Az intézet kutatói jelenleg hat témakörre összpontosítanak:
- Az egyenlőtlenség forrásai
- Közép- és Kelet-Európa kultúrája és intézményrendszere
- A demokrácia jövője
- Egyesült Európa – Megosztott Memória
- Vallás és szekularizáció
- Jan Patocka filozófiai munkássága

Az IWM minden évben beválaszt tagjai közé 50 tagot és vendéget. Köztük vannak újságírók, tudósok és fordítók is. Ezen időszak alatt ösztöndíjban részesülnek, melyért cserében részt kell venniük a szervezet munkájában.
Az IWM gyakran rendez a széles közönség számára előadásokat, vitákat és konferenciákat. Ezek nagy rész egyes szakpolitikákra koncentráló rendezvények. Az ülések eredményeit monográfiákban, cikkekben, fordításokban, valamint a kétévente megjelenő Transit-Europäische Revue újságban és az IWMpost magazinban teszik közzé.
Az IWM hivatalosan nonprofit szervezet. Legnagyobb támogatójuk Ausztria és Bécs városa. Projektjeiket ezen felül nemzetközi alapítványok és szponzoorok támogatják.

## Külső hivatkozások
Az intézet honlapja: 